# شهسواران (مشك أباد)
شهسواران (بالفارسية: شهسواران) هي قرية تقع في إيران في مركزي. يقدر عدد سكانها بـ 863 نسمة بحسب إحصاء 2016.